# Alopecosa nemurensis
Alopecosa nemurensis este o specie de păianjeni din genul Alopecosa, familia Lycosidae. A fost descrisă pentru prima dată de Strand, 1907. Conform Catalogue of Life specia Alopecosa nemurensis nu are subspecii cunoscute.